# Mirabello Monferrato
Mirabello Monferrato (piemontiul: Mirabèl) település Olaszországban, Piemont régióban, Alessandria megyében. Lakosainak száma 1212 fő (2023. január 1.).